# 霹雳-9
霹靂-9近距空空導彈於中華人民共和國1986年立項，董秉印和金先仲兩位設計師主導，1991年首次在巴黎航空展公开，屬於中國近距格鬥導彈的經典象徵，毁伤概率高于霹靂-7。21世紀後還能配備头盔瞄准能力。
霹靂-9空對空飛彈的導引頭視野大約為3度，且導引頭視線離太陽15度以內時會被其干擾。1995年後一種改款出現，由類比訊號改為數位訊號控制，新型号称为PL-9C，最大射速提高至3.5马赫，最大G负荷值也由35G增至40 G。地面發射的防空版稱為地空-9（DK-9）構造完全一樣。